# Storm Roux
Storm James Roux (Somerset West, 13 gennaio 1993) è un calciatore neozelandese nato in Sudafrica, difensore dei Central Coast Mariners.

## Palmarès

### Club

#### Competizioni nazionali
- Campionato australiano: 1

Central Coast Mariners: 2022-2023, 2023-2024
- Premier's Plate: 1

Central Coast Mariners: 2023-2024

#### Competizioni internazionali
- Coppa dell'AFC: 1

Central Coast Mariners: 2023-2024